# Тубілья-дель-Агуа
Тубілья-дель-Агуа (ісп. Tubilla del Agua) — муніципалітет в Іспанії, у складі автономної спільноти Кастилія-і-Леон, у провінції Бургос. Населення — 173 особи (2010).
Муніципалітет розташований на відстані близько 260 км на північ від Мадрида, 41 км на північ від Бургоса.
На території муніципалітету розташовані такі населені пункти: (дані про населення за 2010 рік)
- Баньюелос-дель-Рудрон: 4 особи
- Кованера: 65 осіб
- Сан-Фелісес: 35 осіб
- Таблада-дель-Рудрон: 23 особи
- Тубілья-дель-Агуа: 46 осіб

## Демографія
Динаміка населення (INE ):